# Jelení vršek
Jelení vršek (307 m n. m.) je vrch v okrese Česká Lípa Libereckého kraje. Leží asi 3,5 km zjz. od města Mimoň na katastrálním území vsi Brenná.

## Geomorfologické zařazení
Vrch náleží do celku Ralská pahorkatina, podcelku Zákupská pahorkatina, okrsku Cvikovská pahorkatina, podokrsku Brnišťská vrchovina a Bohatické části.

## Přístup
Automobilem se dá nejblíže přijet do Mimoně a Brenné. Tato sídla spojuje lesní silnička s červenou turistickou značkou, po které se dá dojít na jižní úpatí Jeleního vršku.